# Дедовщина
«Дедовщи́на» (аналог в ВМФ — «годковщи́на») — сложившаяся в вооружённых силах неофициальная иерархическая система взаимоотношений между военнослужащими низшего армейского звена (солдатами, ефрейторами, сержантами), основанная на их ранжировании, «сортировке» по признаку величины фактически выслуженного срока службы каждого конкретного индивида и связанной с этим дискриминации, одна из разновидностей неуставных взаимоотношений.
Дедовщина имеет полукриминальный характер и проявляется обычно в виде эксплуатации, психологического, физического или сексуального насилия. К. Л. Банниковым «дедовщина» определяется как «неограниченная в средствах воздействия на личность неуставная система доминантных отношений» и подчёркивается её тесная связь с «уставщиной». В большей или меньшей степени свойственна всем солдатским коллективам. Относительно причин возникновения такого явления, как «дедовщина», единого, общепризнанного мнения не существует. В качестве ведущих факторов выдвигаются как социально-экономические, так и биологические, исторические, культурные факторы. Разделение военнослужащих по национальному, расовому, этническому и религиозному признаку является проявлением не «дедовщины», а так называемого землячества. Ведущий, определяющий фактор «дедовщины» — различие в сроках службы.

## Правовая квалификация
Появления «дедовщины» описываются термином «неуставные (антиуставные) взаимоотношения», что находит своё отражение в ст. 335 УК РФ. Неуставные взаимоотношения включают в себя весь спектр отношений между военнослужащими, которые не описаны в общевойсковых уставах (в том числе отношения «начальник — подчинённый», «подчинённый — начальник»). «Дедовщина» в узком значении охватывает только те нарушения уставов, которые связаны со взаимоотношениями между военнослужащими старшего и младшего призыва.
Кроме того, современная наука об уголовном и административном праве различает преступления, совершённые в рамках так называемых «дедовщины» и «казарменного хулиганства». Отличительным признаком здесь является субъективная сторона правонарушения. В первом случае умысел правонарушителя направлен на утверждение своего статуса как старослужащего, принуждение молодого солдата к выполнению хозяйственных работ, совершению определённых ритуалов, связанных с «традициями дедовщины» и т. п. Во втором — противоправные действия правонарушителя мотивированы личными неприязненными отношениями, межнациональной, межэтнической, религиозной неприязнью, имущественными взаимоотношениями, внезапно возникшими неприязненными отношениями и т. п. (см.: комментарий уголовного кодекса к статьям, предусматривающим ответственность за преступления против личности, чести и достоинства; Ведомости Верховного Суда СССР, Верховного Суда Российской Федерации (судебная практика)).
Таким образом, нарушения в рамках «дедовщины» уставных правил взаимоотношений между военнослужащими, не состоящими в отношениях подчинённости, можно квалифицировать как посягательства военнослужащих более старшего призыва на права, честь, достоинство и личную неприкосновенность военнослужащих младшего призыва.
Один из ключевых негативных факторов существования «дедовщины» как явления состоит в том, что данная армейская субкультура серьёзно подрывает авторитет армии среди молодёжи призывного возраста и является одним из главных побудительных мотивов к уклонению от военной службы.
Похожее явление, выраженное, правда, не столь ярко, как в армии, наблюдается также и в некоторых школах, интернатах и других образовательных и социальных учреждениях. Жертвами обычно становятся физически более слабые, неуверенные в себе или просто младшие по возрасту. Для системы высшего образования «дедовщина» характерна лишь частично и наблюдается, в основном, в военных ВУЗах и других военизированных высших учебных заведениях, где четвёртый курс пренебрежительно относится к первому. Явление замечено в том же качестве и в ряде гражданских ВУЗов, в тех случаях, где общежитие и курсы университета находятся на одной, огороженной территории — кампусе (см. ниже Итонский колледж).

## Ответственность
Нарушения уставных взаимоотношений по степени общественной опасности делятся на:
- дисциплинарные проступки;
- уголовные преступления.

К последней категории относятся нарушения, с объективной стороны подпадающие под диспозицию действующих статей Уголовного Кодекса (нанесение побоев, истязания, действия, грубо оскорбляющие человеческое достоинство, грабёж и другие). Ответственность наступает в общеуголовном порядке. Действия военнослужащего, допустившего неуставные отношения, которые не подпадают под определение преступления, следует расценивать как дисциплинарный проступок (нарушение порядка заступления на смену в наряд, принуждение к выполнению хозяйственно-бытовых работ (если это не связано с физическим насилием), принуждение к выполнению неуставных ритуалов (так же без физического насилия) и т. п.). В данном случае ответственность наступает в соответствии с требованиями Дисциплинарного Устава Вооружённых Сил.

## История
Социализация мальчиков всегда осуществляется не только по вертикали, но и по горизонтали, через принадлежность к группе сверстников. В этих группах часто формируются неформальные правила и обычаи, следование которым настолько важно для молодых людей, что они в первую очередь руководствуются ими, а не официальными правовыми нормами.
Это явление описано ещё в Итонском колледже XVI—XVIII веков, где власть соучеников была ещё более жестокой и капризной, чем учительская власть. Школьное сообщество было разновозрастным. Возраст, когда мальчиков отправляли в школу, колебался от 8—9 до 16—17 лет. Возрастное неравенство и, как следствие, неравенство в физической силе, а также неравенство в стаже пребывания в школе создавало жёсткую «вертикаль власти».

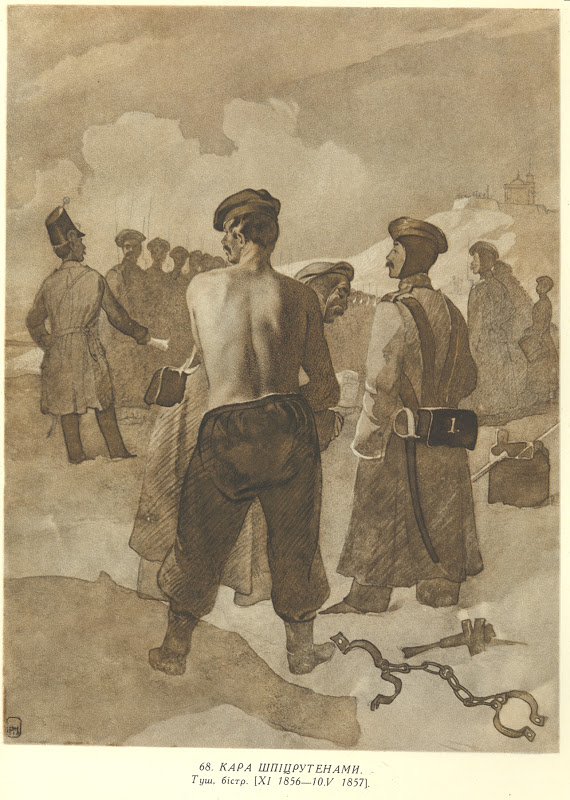
наказание шпицрутенами (1856/57)

### В Русской императорской армии
В правление Петра I, Екатерины II, Павла I и во времена Александра I «дедовщина», включая несогласия на религиозной почве, всячески пресекалась. Деды-солдаты, пережившие 25 лет беспрерывных войн, учили новобранцев выживать, видя в этом основную воспитательную функцию армии. Солдат, прошедший суворовскую военную школу, не мог поднять руку на такого же, как и он, солдата, только по причине его неопытности, так как понимал, что в бою рядом с униженным им сослуживцем он может и не почувствовать надёжного плеча товарища, который прикроет его в атаке. «Сам погибай, а товарища выручай!» — стало осознанным выбором суворовского солдата. В начале XIX века неуставные отношения также строго пресекались.
Генерал-лейтенант маркиз Филипп Осипович Паулуччи, будучи генерал-квартирмейстером Кавказской армии, 3 ноября 1810 года записал в своём дневнике:
Тифлисского пехотного полка унтер-офицер Ермолаев, бывший в рекрутском депо при разделении партии по полкам, взял у рекрута 5 руб. наглым образом. За таковый непозволительный и нетерпимый в службе поступок, разжаловав в рядовые оного унтер-офицера, предписываю прогнать его шпицрутенами чрез 500 человек один раз, а взятые деньги от него отобрать и отдать рекруту. Экзекуцию же сию исполнить завтрашнего числа в 8 часов. Случай сей поставляю корпусу на вид на тот конец, чтобы господа начальники полков строго наблюдали, дабы нижним чинам никто никаких не оказывал несправедливостей…
Но к середине XIX века настроения сначала в офицерских общинах, а затем и среди рядового состава, резко изменились.
П. А. Кропоткин описывал нравы, которые царили в середине XIX века в самом привилегированном военно-учебном заведении Российской империи — Пажеском корпусе. Старшие воспитанники, камер-пажи, «собирали ночью новичков в одну комнату и гоняли их в ночных сорочках по кругу, как лошадей в цирке. Одни камер-пажи стояли в круге, другие — вне его и гуттаперчевыми хлыстами беспощадно стегали мальчиков».
Знаменитый путешественник и учёный П. П. Семёнов-Тян-Шанский, в 1842 году в 15-летнем возрасте поступивший в Школу гвардейских подпрапорщиков и кавалерийских юнкеров, вспоминает в своих мемуарах: 

С новичками обращались, унижая их достоинство: при всех возможных предлогах не только били их нещадно, но иногда прямо истязали, хотя без зверской жестокости. Только один из воспитанников нашего класса, отличавшийся жестокостью, ходил с ремнём в руках, на котором был привязан большой ключ, и бил новичков этим ключом даже по голове.
Сходные порядки царили в Николаевском инженерном училище, располагавшемся в Михайловском замке. Весьма возможно, что широко распространённая в Санкт-Петербурге легенда о призраке Михайловского замка в своей основе имеет попытки запугивания младших воспитанников со стороны старших с целью укрепления своего авторитета.
В начале XX века в Николаевском кавалерийском училище младшие именовались «зверями», старшие — «корнетами», а второгодники — «майорами»: 

В смысле предела своей власти над младшим курсом, старший, вопреки всем фантазиям и рассказам, был строго ограничен определенными рамками, переходить которые не имел права, под страхом лишения «корнетского звания». За этим строго следил «корнетский комитет» (возглавляемый выборным председателем), куда входили все юнкера старшего курса. Председатель корнетского комитета являлся верховным блюстителем и знатоком традиций Школы; компетенция его была неоспорима.
Согласно обычаю «корнеты» не имели права задевать личного самолюбия «молодого». Последний был обязан выполнить беспрекословно все то, что выполняли до него юнкера младшего курса из поколения в поколение. Но имел право обжаловать в корнетский комитет то, в чем можно усмотреть «издевательство над его личностью», а не сугубым званием зверя. «Корнеты», например, не имели права с неуважением дотронуться хотя бы пальцем до юнкера младшего курса, уж не говоря об оскорблении. Это правило никогда не нарушалось ни при каких обстоятельствах. Немыслимы были и столкновения юнкеров младшего курса между собой с применением кулачной расправы и взаимных оскорблений; в подобных случаях обе стороны подлежали немедленному отчислению из училища независимо от обстоятельств, вызвавших столкновение..
По мнению Зайончковского, опубликованному в советские годы, «цук» был откровенным издевательством старших над младшими: от младших требовали не полагающегося юнкерам старших классов отдания чести, заставляли делать приседания, выть на луну, им давались оскорбительные прозвища, их по многу раз будили ночью и т. д. Офицеры-воспитатели военно-учебных заведений не только знали об издевательствах, но многие из них были уверены, что «подтяжка даёт младшему классу дисциплину и муштровку, а старшему — практику пользования властью».
Участие в подобных обычаях было относительно добровольным: когда вчерашний кадет, гимназист или студент попадал в стены училища, старшие прежде всего спрашивали его, как он желает жить — «по славной ли училищной традиции или по законному уставу?». Изъявивший желание жить «по уставу» избавлялся от «цука», зато «своим» его не считали, называли «красным» и относились к нему с презрением. К «красному» с особой дотошностью придирались командиры низшего звена — взводные юнкера и вахмистры, а главное — по окончании училища его не принимал в свою офицерскую среду ни один гвардейский полк. Поэтому подавляющее большинство юнкеров предпочитало жить по «традиции», издержки которой списывались на товарищескую спайку.

### В Советской Армии
Первый случай, связанный с неуставными отношениями в Красной Армии, был зафиксирован в 1919 году. Трое старослужащих 1-го полка 30-й стрелковой дивизии забили до смерти своего сослуживца — красноармейца Ю. И. Куприянова, уроженца Балаковского уезда Самарской губернии, 1901 года рождения, по причине того, что молодой боец отказался выполнить за старослужащих их работу. По законам военного времени виновные в смерти солдата были расстреляны. После этого официальных сообщений о зафиксированных случаях дедовщины в армии Советской России и СССР не было почти полвека.
По одной из версий, «дедовщина» действительно не была характерна для Советской Армии до сокращения срока службы по призыву в 1967 году с трёх лет до двух в сухопутных войсках и с четырёх до трёх — на флоте. Сокращение к тому же совпало с периодом дефицита призывников, вызванного демографическими последствиями Великой Отечественной войны, из-за чего пятимиллионная Советская армия должна была уменьшиться в своей численности на целую треть. Решением Политбюро ЦК КПСС в армию стали призывать людей с криминальным прошлым, что прежде было совершенно исключено. Идеологически это было преподано обществу как исправление оступившихся сограждан, в действительности же получалось с точностью до наоборот: бывшие обитатели тюрем и зон стали вводить в армейский обиход ритуальные унижения и издевательства. То есть в армию были привнесены уголовные порядки, в армейский язык проник воровской жаргон. Сокращение срока службы касалось только вновь призванных, те же, кто уже служил, дослуживали свой срок полностью. В течение известного времени в одном и том же войсковом подразделении одновременно находились и те, кто дослуживал третий год, и вновь поступившие, которые должны были служить на один год меньше. Последнее обстоятельство злило тех, кто уже отслужил два года, и они нередко вымещали свою злобу на новобранцах.

По другим свидетельствам, возникновение «дедовщины» связывается с амнистией марта 1953 года, после которой в армию были призваны многие ранее не служившие бывшие заключенные:
Помню, прибыло и к нам из этой категории человек около ста. Только распределили мы их по полкам и — началось! Чего только они ни вытворяли. Начала к нам поступать из частей информация о неизвестных до этого видах нарушений — издевательствах над солдатами. Тогда впервые я услышал об извращениях в виде «солдатских присяг», «солдатских судов», об ударах ложками по ягодицам и т. п.

О. Шах-Гусейнов «Гороховецкие лагеря. Молодость отцов»
Также, как отмечается, с конца 1960-х годов некоторые командиры частей начали широко использовать солдатский труд для извлечения личной материальной выгоды. Не предусмотренная уставом хозяйственная деятельность в воинских частях обусловила возникновение такой системы неуставных взаимоотношений, при которой старослужащие исполняли бы роль «надсмотрщиков» над работавшими солдатами первого года службы. Подобные отношения требовали беспрекословного подчинения молодых солдат любым указаниям старослужащих. Чтобы сломать и превратить их в послушных «рабов», на призывников оказывали моральное и физическое давление, подвергали их насилию. Таким образом, согласно данной версии, дедовщина возникла как способ управления неуставной хозяйственной деятельностью воинских частей. Со временем в ряде частей офицеры стали использовать «дедовщину» как способ управления, поскольку сами отлынивали от обучения молодых солдат и воспитательной работы.
К концу 1960-х годов в Вооружённых Силах СССР уже не осталось того количества командиров-фронтовиков, которых в армии и на флоте было большинство после окончания Великой Отечественной войны и которые из своего личного опыта знали о том, что здоровая моральная обстановка во вверенном им подразделении — зачастую залог сохранения их собственной жизни.
Однако есть некоторые основания сомневаться во всех приведённых версиях. Согласно исследованию кандидата социологических наук А. Ю. Солнышкова, уже в 1964 году появились первые и самые продуктивные работы советских представителей психологической науки, занимавшихся вопросами «дедовщины». Это само по себе показывает, что явление существовало и до середины 1960-х годов, а корни его гораздо глубже. Кроме того, по его словам, за сорок лет исследования феномена «дедовщины» отечественным учёным не удалось существенно продвинуться по сравнению с продуктивными работами А. Д. Глоточкина и его учеников, проведёнными в начале 1960-х.
Летом 1982 года в советские войска поступил секретный приказ № 0100 о борьбе с неуставными отношениями.
Широкую известность во времена Перестройки получило «дело Сакалаускаса», молодого солдата из Литвы, расстрелявшего в феврале 1987 года на подъезде к Ленинграду караул из 7 старослужащих.

### В Российской армии
Большинство случаев дедовщины в российской армии, ставших достоянием гласности, связаны с использованием труда молодых солдат для получения личной выгоды командным составом воинских частей. Дедовщина возникла в 1960-е годы в Советской армии как способ управления неуставной хозяйственной деятельностью воинских частей.
Согласно данным статистики, из-за межличностных конфликтов на почве неуставных отношений в 1996 году пострадало около 1000; в 2001 году — 1500 военнослужащих, из которых 74 военнослужащих погибли, 54 — покончили жизнь самоубийством.
В Самарской области в августе 2002 года старший лейтенант Р. Комарницкий требовал от рядовых Цветкова и Легонькова убыть из расположения части домой в Самару и заработать деньги деятельностью, не связанной с армейской службой. Они должны были ежемесячно выплачивать офицеру 4000 рублей. Солдаты отказались, но требования повторялись, сопровождаясь давлением и избиениями со стороны старослужащих.
В октябре 2003 года в Самаре военнослужащие гвардейского мотострелкового полка постоянной готовности, работавшие в ООО «Картон-Пак», пояснили, что боевой подготовкой во время «приработков» они не занимались. В результате за весь период службы они так и не приобрели требуемых боевых навыков. Рядовой Е. Гольцов, к примеру, рассказал, что только один раз стрелял из личного оружия.
В Волгоградской области 10 октября 2003 года рядом с воинской частью № 12670 железнодорожных войск (ЖДВ) правозащитники из организации «Материнское право» сделали видеозапись. Были засняты десятки солдат, развозимых на работы: на прополку 32 человека, 10 человек на «Ротор» (волгоградский футбольный клуб). Подъезжали 3 или 4 иномарки с предпринимателями, микроавтобусы, увозившие солдат. Есть сведения о том, что из части в один из дней было вывезено около 200 солдат.
Последовали проверки. Из Москвы приезжал первый заместитель командующего Федеральной службой ЖДВ генерал Гуров. Прошла прокурорская проверка. Командир воинской части и его зам были привлечены к дисциплинарной ответственности. Однако к октябрю 2004 года незаконные работы продолжались. Правда, нарушители стали несколько осторожнее: организовали «левые» работы — сколачивание тарных ящиков — на территории части.
В Ставропольском крае с февраля 2004 года на мебельном предприятии в селе Надежда (пригород Ставрополя) трудились трое военнослужащих. Никто из них не получал денежного и прочего довольствия, которое уходило в чей-то карман. Ущерб государству лишь от таких «списаний», по выводам следствия, составил 120 тысяч рублей.
Огромный резонанс получил случай, произошедший в канун Нового 2006 года в батальоне обеспечения Челябинского танкового училища, где рядовой Андрей Сычёв и ещё семеро солдат подверглись издевательствам. Сычёв, обратившийся к военным врачам, требующейся медицинской помощи вовремя не получил. Лишь к концу праздников из-за резкого ухудшения здоровья молодого человека перевели в городскую больницу, где врачи диагностировали у него многочисленные переломы и гангрену нижних конечностей и ушибы половых органов. Ноги и половые органы были ампутированы.
В 2008 году срок службы был сокращён с двух лет до одного года, вследствие чего случаи проявления дедовщины начали заметно[насколько?] снижаться.

### В других странах
3 октября 2017 года в подвале 72-го Объединённого учебного центра подготовки прапорщиков и младших специалистов Вооружённых Сил Республики Беларусь был обнаружен повешенным рядовой срочной службы Александр Коржич, призванный в мае. Его гибель вызвала большой резонанс и называлась в числе самых значимых событий 2017 года. На суде над тремя сержантами, обвинёнными в доведении до самоубийства, сослуживцы Коржича назвали расценки, установленные сержантами за посещение торговых точек (30…40 рублей = 15…20 долларов) и другие услуги, рассказали о приказаниях многократно отжиматься, застывать во время отжиманий, отжиматься в противогазах, заявили о принуждении к уборке предварительно испачканного туалета, облизыванию туалетного ёршика, избиениях солдат руками, ногами в берцах, металлической фляжкой по туловищу, рукам, ногам, шее — как в свободном положении, так и привязанных к батарее отопления. В числе прочих сержанты избивали и Коржича. Полную версию обвинения с перечислением фактов неуставных отношений прокурор оглашал три с половиной часа. Мать Коржича упоминала о некоем ошейнике с иголками, который надевали солдатам на шею, чтобы они не спали. Она также заявляла о махинациях с банковской картой Коржича — якобы ею расплачивались командиры сына и заставляли его просить перечислять деньги. Сержантов признали в доведении до самоубийства, взятках и краже и приговорили к 6, 7 и 9 годам лишения свободы. Расследование установило и другие факты неуставных отношений в Печах: командира роты и прапорщика из той же части приговорили к 6 и 4 годам лишения свободы за избиение солдат руками и палками и вымогательство денег и различных товаров. Всего по итогам расследования было возбуждено 10 (по другим данным — 13) уголовных дел.

#### Дедовщина в Вооруженных силах Казахстана
Дедовщина, как форма неуставных отношений в Вооружённых силах Казахстана, сохраняется с советских времён. Генеральный директор юридической компании «Закон и справедливость», кандидат юридических наук Анатолий Бахирев заявил, что это явление заключается в систематических унижениях младших военнослужащих старшими. Нарушения воинских уставов начинаются с первых дней службы, что противоречит законодательству Республики Казахстан, включая Указ Президента от 5 июля 2007 года № 364.
Военная юриспруденция в Казахстане существенно отличается от гражданской, требуя глубокого знания уставов, приказов и Закона о воинской службе. Во многих частях существуют внутренние приказы, которые иногда признаются незаконными в военных судах, поскольку противоречат законодательству.
Скрытие инцидентов в военных частях остаётся распространённой практикой. Командиры иногда умалчивают о правонарушениях, чтобы не портить репутацию части, что также влечёт уголовную ответственность за халатность.
Правозащитные организации сталкиваются с трудностями в доступе к воинским частям. По словам Андрея Гришина из Казахстанского международного бюро по правам человека, обращения солдат за помощью редки, так как армия представляет собой «закрытую систему» со своими внутренними законами.
09 сентября 2024 года была запущена петиция об отмене обязательной службы в рядах вооружённых сил Республики Казахстан.

#### Армия Обороны Израиля
В израильской армии крайне серьёзно относятся к пресечению дедовщины. При признаках появления неуставных отношений проводятся расследования на очень высоком уровне, которые могут повлечь наказание офицерского состава базы, на которой произошёл инцидент. После обнаружения и надлежащего расследования виновники инцидентов предстают перед судом и отправляются в военную тюрьму.

## Сущность дедовщины как явления
Дедовщина заключается в наличии неофициальных иерархических отношений, параллельных основным формальным, не исключая случая, когда офицеры не только знают о дедовщине, но и пользуются ею для поддержания «порядка».
По одной из версий, дедовщина вообще не есть нечто особенное для армии, представляя собой лишь усиленную армейской реальностью особенность любого коллектива уважать старших и опытных работников. Точно так же наши предки уважали старших и опытных воинов племени. Согласно данной версии, дедовщина существовала всегда, и она сама по себе не является проблемой. Проблемой являются перегибы и «извраты» в отношениях старших к молодым, особенно обострившиеся в СССР после 1960-х годов и в современной России.
В официальных заявлениях некоторые высокопоставленные военные говорят о болезнях общества, которые перенесены в армейскую среду. Например, такое заявление было высказано в телеинтервью адмиралом Вячеславом Алексеевичем Поповым, бывшим командующим Северным флотом, ныне — членом Совета Федерации, членом Комитета по обороне и безопасности.
Некоторые исследования говорят, что дедовщина является следствием неуставной экономической деятельности в вооружённых силах.
При этом дедовщина является вспомогательным инструментом в руках начальствующего состава, который может большую часть своих обязанностей по поддержанию порядка переложить на лидеров неформальной иерархии, взамен предлагая им некие блага (внеочередные увольнения, снисходительное отношение к проступкам, уменьшение физической нагрузки и другие).
Зачастую неформальные отношения сопровождаются унижением человеческого достоинства и физическим насилием (рукоприкладством). Непосредственными жертвами явления становятся члены коллектива, имеющие по тем или иным причинам низкий статус в неофициальной иерархии (статус может определяться стажем, физическими, психофизиологическими особенностями, национальной принадлежностью и тому подобное). Основой статуса является физическая сила и умение настоять на своём, конфликтоустойчивость .
Проявления дедовщины могут быть очень разными. В мягких формах она не связана с угрозой жизни и здоровью или серьёзным унижением достоинства: новобранцы выполняют хозработы за старослужащих и, время от времени, их бытовые поручения. В своём крайнем выражении дедовщина доходит до группового садизма. Неуставные отношения в Российской армии заключаются в принуждении новобранцев полностью обслуживать «дедов» (например, стирать их бельё), отнятии денег, вещей и продуктов питания. «Старослужащие» подвергают «молодых» систематическим издевательствам и даже пыткам, жестоко избивают, нередко нанося тяжкие телесные повреждения. В последнее время очень часто распространено вымогательство денег для зачисления их на лицевые счёта сотовых телефонных номеров. Новобранцев заставляют звонить домой и просить у родителей пополнить счёт «деда» или купить ему карточку пополнения счёта, которая потом пойдёт на всё тот же лицевой счёт. Срочная служба в ВС РФ зачастую не сильно отличается от «зоны». Дедовщина является основной причиной регулярных побегов солдат срочной службы из частей и самоубийств среди них. Кроме того, с дедовщиной связана значительная часть насильственных преступлений в армии: в одних случаях это выявленные и за совершённые преступления отданные под суд «деды», в других — ответные действия новобранцев («дело Сакалаускаса»). Известны случаи, когда новобранцы, заступившие в караул с боевым оружием, расстреливали своих сослуживцев, которые перед этим над ними издевались; подобный случай лёг в основу фильма «Караул».

## Неуставные отношения в среде офицерства
Иерархические связи, не предусмотренные уставом, существуют не только среди военнослужащих срочной службы (солдат, сержантов, матросов и старшин). В определённой мере это явление имеет место также среди лиц младшего и старшего офицерского состава. Проявления подобных неуставных взаимоотношений среди офицеров значительно отличаются от дедовщины (годковщины), и, как правило, непосредственно не связаны с физическим насилием (хотя и не исключают его).
Обычно смысл неуставных отношений среди офицеров заключается в негласном предоставлении «старослужащим» более комфортных условий несения службы, что отражается, например, в распределении регулярных воинских заданий (нарядов), более качественном обслуживании в офицерской столовой (кают-компании) и т. п.
Отдельного упоминания заслуживают некоторые флотские традиции, которых придерживались на ряде боевых кораблей советского ВМФ и которые также идут вразрез с требованиями и нормами устава:
- неупотребление воинского звания «лейтенант» в смысле «офицер»[52];
- явный отказ применять флотские аналоги воинских званий к офицерам, переведённым на корабли из состава флотских береговых частей или из сухопутных войск: например, обращение «товарищ майор» вместо положенного «товарищ капитан 3-го ранга».

## Иерархические ступени
Значение терминов может варьировать в зависимости от традиций рода войск или воинской части, а также сроков службы.

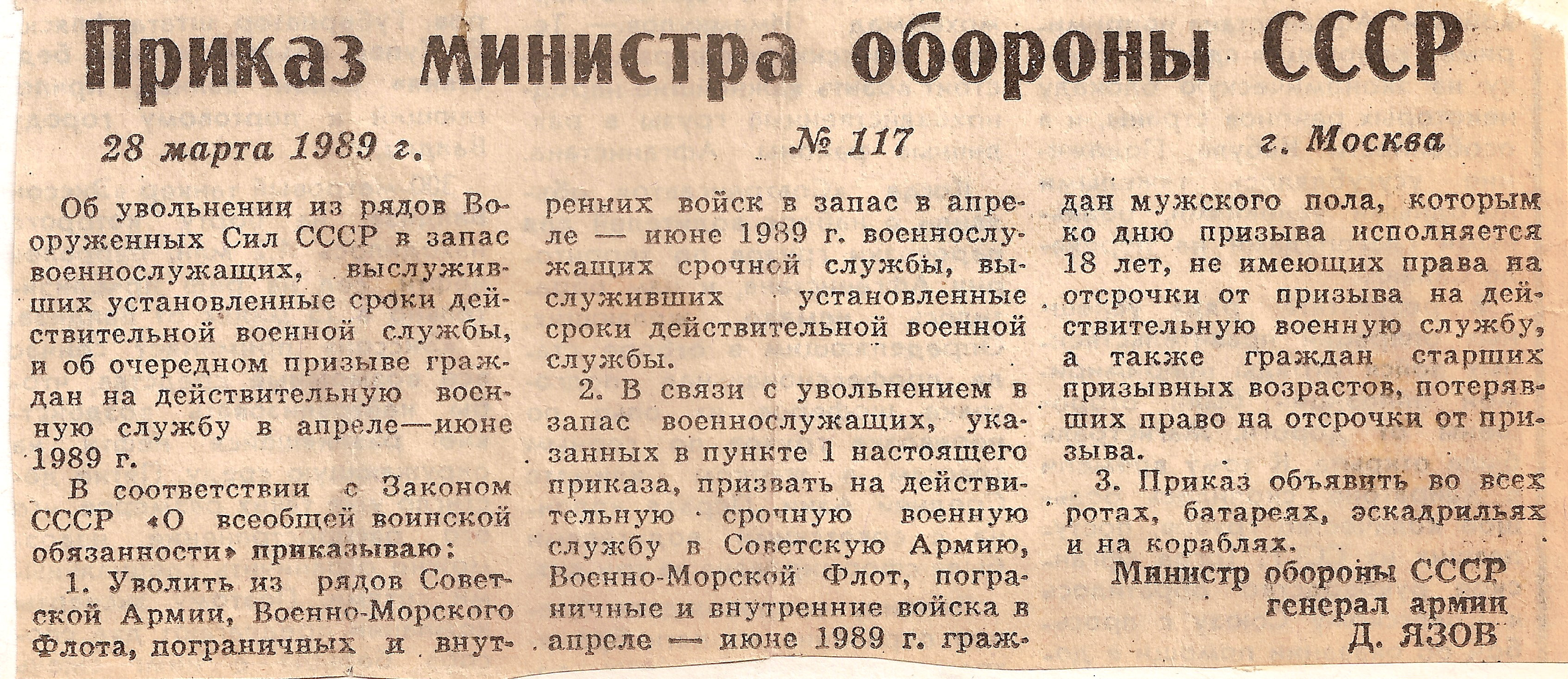
Текст Приказа Министра Обороны СССР в газете «Красная Звезда». В традициях неуставных взаимоотношений и ритуалов такие очередные приказы об увольнении и призыве имели особо важную роль. Отсчёт всех иерархических ступеней и многие ритуалы были связаны именно с датами их публикации.

Основные определения на армейском сленге для военнослужащих по сроку службы:
- «Запахи», «Индейцы» (МЧПВ КГБ СССР), «дрищи», «духи бесплотные», «карантины», «быки» (бычьё) — военнослужащие, которые проходят карантин до присяги.
- «Духи», «слоны» (ВМФ), «салаги» («салабоны»), «зелень» («зелёные»), «гуси» (ЖДВ), «бобры», «васьки» (стройбат), «сынки», «малыши», «ежи», «воробьи», «SOSы» (ВВ), «чеки» (ВВ), «чекисты» (ВВ), «щеглы», «ЧИЖи» (бэкроним от «человек, исполняющий желания»), «сикачи» (в войсках ГО КСАВО) — военнослужащие, прослужившие до полугода.
- «Слоны», «вороны» (ВДВ и ВВ), «помоза», «шнурки», «караси» (ВМФ), «старшие гуси» или «гуси со стажем» (ЖДВ), «молодые», «салабоны», «моржи», «щеглы», «мамонты», «старшие бобры» — военнослужащие, прослужившие полгода.
- «Черепа», «черпаки», «годки» (ВМФ), «борзые караси» (ВМФ), «фазаны» (ЖДВ), «котлы», «помазки» — военнослужащие, прослужившие один год.
- «Деды», «дедушки», «старики» — военнослужащие, прослужившие полтора года. От устойчивого термина «дед» и происходит название явления.
- «Дембеля» — военнослужащие срочной службы после выхода приказа об увольнении в запас.
- «Квартиранты», «граждане» (ВВ) (считаются уже почти гражданскими): военнослужащие, которые отслужили больше двух лет со дня призыва.
- «Шкуры» — военнослужащие, оставшиеся на сверхсрочную службу.

На флоте (по крайней мере до 1990 года) иерархических ступеней было ровно 7:
- до полугода — «дух» (по мнению «старших», существо бесплотное, бесполое, ничего не понимающее, ничего не умеющее, ничего не знающее, годен только для грязной работы, зачастую беспомощен)[54];
- полгода — «карась» (пообтесавшийся в условиях реальной службы боец, твёрдо знает обычаи, традиции и свои обязанности, но из-за нерасторопности «духов» часто бывает бит);
- 1 год — «борзый карась» (службу знает крепко; ответственен за исполнение работ «карасями» и «духами»; физическому воздействию подвергается в исключительных случаях);
- 1 год 6 мес. — «полтора́шник» (первая ступень «неприкасаемых»; подвергается только моральному давлению со стороны старослужащих за недосмотр за нижестоящими; «полторашник» считается самым злым и беспощадным существом; на этой ступени очень отчётливо проявляются люди с низкими моральными устоями);
- 2 года — «подгодо́к» (наиболее либеральная ступень; уставшие от морального напряжения «полтора́шничества», особо не «заморачиваясь» служебными проблемами, просто отдыхают);
- 2 года 6 мес. — «годо́к», или, как вариант, имевший хождение на ТОФе: «саракот» (видимо, поэтому на флоте «дедовщина» называется «годковщи́ной»; реально руководящая верховная каста старослужащих; к физическому насилию лично прибегают в исключительных случаях, в основном действуя через «полторашников»; в свою очередь, неформальное воздействие на коллектив офицерским составом осуществляется исключительно через «годко́в»);
- 3 года — «профсоюз», «гражданский» (это «звание» присваивалось после опубликования приказа Министра обороны об увольнении в запас; «годок» сразу после приказа Министра обороны неформально признавался уволенным в запас и снятым с довольствия, но поскольку «волею судеб» вынужден находиться в части, содержался якобы на средства флотского профсоюза; живёт в части или на корабле как гражданское лицо, носящее военную форму).

## Традиции перевода на следующую ступеньиерархии
Перевод с более низкого иерархического уровня на более высокий осуществляется в ходе ритуала «перебивания», «перевода». Солдат, не пользовавшихся уважением своих сослуживцев или нарушавших принципы дедовщины, а равно и отказавшихся от «жизни по дедовщине» в течение трёх «золотых дней» после прибытия в воинскую часть (так называемый «уставной», «затянутый»), может остаться «неперебитым» — в этом случае он не имеет права на привилегии более высоких уровней неофициальной иерархии, а приравнивается к «духам» или «запахам». Это случается нечасто, в виде исключения.
Переход на следующий уровень сопровождается причинением физической боли особым ритуальным способом: солдату, отслужившему год (ранее, когда срок службы составлял 2 года) наносятся удары ремнём (бляхой), табуретом или металлическим половником (черпаком) по ягодицам. Количество ударов обычно равняется количеству отслуженных месяцев. Перевод из «дедов» в «дембеля» носит символический характер, без применения физического воздействия: будущего дембеля «бьют» по заду ниткой сквозь слой матрасов и подушек, а за него «кричит от боли» специально выделенный «дух». За заслуженные к моменту «перевода» лычки (звание ефрейтора или сержанта) в некоторых частях полагаются дополнительные удары.
На флоте также существовало немалое количество обычаев и традиций, но сто́ит выделить лишь два основных, встречавшихся нередко на различных флотах.
- При переводе из «карасей» в «полторашники» происходит так называемое «смывание чешуи». В зависимости от погодных условий и места действия с «карася» «смывают чешую», выбрасывая того за борт, окуная в прорубь, обливания из пожарного шланга и так далее, стараясь провести обряд перевода неожиданно для «посвящаемого».
- «разрыв годка» — в момент появления первого печатного варианта приказа Министра обороны «Об увольнении в запас…» (например, в газете) на «годке» разрывается в мелкие клочки вся находящаяся на нём в данный момент военная форма, включая носки и нижнее бельё. Ритуал также проводится неожиданно для «годка». После «разрыва» «годок» становится «Профсоюзом», то есть гражданским. В «разрыве» имеет право принять участие любой военнослужащий вплоть до «духа».

Как правило, «перевод» происходит в первую же ночь после выхода приказа Министра обороны «Об увольнении в запас…» (обычно — 27 сентября и 27 марта), но может и откладываться на несколько дней, так как командование любой части прекрасно осведомлено о процедурах «перевода» и зачастую в первые дни и ночи после выхода «Приказа…» особенно сурово следит за соблюдением Устава.

## Распространение явления в зависимости от условий службы
Обычно полагают, что наиболее злостные формы дедовщины характерны для «второсортных» частей и родов войск, но факты дедовщины нередко вскрываются в частях и соединениях, считающихся «элитными». Значительно меньше дедовщина распространена в войсках или подразделениях, солдаты которых имеют постоянный доступ к боевому личному оружию, (например, пограничные войска). Кроме того, дедовщина мало распространена в авиачастях. Мнение о том, что дедовщина не получила широкого распространения в небольших, удалённых частях (для примера — части радиолокационной разведки ПВО), является ошибочным. Меньше всего проявлений дедовщины наблюдается в тех частях, где командиры не самоотстраняются от выполнения служебных обязанностей, и тем более не используют подчинённых в личных целях. Это явление никак напрямую не связано ни с родом войск, ни с видом войсковых частей и зависит исключительно от сложившегося морального климата в коллективе.

## Причины возникновения и устойчивого существования явления
Существуют различные точки зрения на причины возникновения дедовщины.
Некоторые исследователи считают, что экономической основой дедовщины является возможность получения материальной выгоды за счёт использования труда «молодых» солдат на работах, не предусмотренных уставом и не связанных с хозяйственной деятельностью части.
По мнению некоторых экспертов, усиление дедовщины напрямую связано с практикой призыва в армию СССР заключённых из тюрем. В таком случае в довоенной РККА (а до этого — в армии дореволюционной России) дедовщины не было, и она ведёт своё начало с 1942-43 гг. Именно тогда в действующую армию стали призывать заключённых, которые и внесли часть своей «зоновской» субкультуры в Советскую Армию.
По мнению народного депутата СССР Александры Баленко, «дедовщина, о которой говорят в армии, пронизывает вообще всё общество».
В воинских коллективах, которые формируются за счёт призывников, у командиров воинских частей имеется множество формальных, но неэффективных рычагов воздействия на рядовой и сержантский состав, проходящий службу по призыву. К таковым в частности относятся:
- выговор;
- строгий выговор (в отношении срочника выговоры совершенно бесполезны, так как не имеют никаких последствий);
- внеочередной наряд (в большинстве воинских частей существует хроническая нехватка живой силы, из-за чего военнослужащие заступают в наряды ежедневно в течение многих месяцев, иногда их даже ставят в наряды, в которые должны ходить прапорщики. В таких условиях ни о каком внеочередном наряде не может быть и речи, так как не существует самой «очереди» — командование просто как может затыкает людьми дыры в составе суточного наряда части);
- лишение нагрудного знака отличника, (срочники награждаются такими знаками в исключительных случаях);
- лишение очередного увольнения (из-за нехватки в воинской части рабочих рук военнослужащие срочной службы получают увольнение в исключительных случаях, 1—2 раза за всю службу, кроме того, в отдалённых гарнизонах и за границей увольнения просто исключены);
- понижение в должности (военнослужащие срочной службы редко занимают ценные должности);
- понижение в воинском звании на одну ступень (около 80 % военнослужащих срочной службы находятся в самом низшем воинском звании);
- арест с содержанием на гауптвахте (это вид наказания неприменим к частям, находящимся в отдалённых районах, так как гауптвахта обычно находится в здании военной комендатуры, которая есть только в крупных городах, а 3 дня везти туда и 3 дня везти обратно провинившегося, чтобы он там 5 дней отсидел, — не наказание, а поощрение, так как большую часть времени он будет в дороге, то есть вне надоевшей ему части).

## Определяющие факторы
Высказывается мнение, что появление дедовщины в той или иной форме является закономерным при наличии ряда провоцирующих факторов, таких как:
- Закрытость сообщества, невозможность легко покинуть его, тем более — принудительность нахождения в сообществе (в армии — служба по призыву).
- Недостаточно комфортные условия проживания (теснота, отсутствие горячей воды и прочих удобств цивилизованного общежития).
- Отсутствие внутренних механизмов, предназначенных для защиты одних членов сообщества от агрессии со стороны других (в армии — за порядок официально отвечают офицеры, фактически они выполняют эту функцию настолько, насколько хотят).
- Культивируемое в обществе представление об аморальности противодействия насилию с помощью обращения к органам охраны правопорядка или лицам, выполняющим их функции. Проще говоря, представление о том, что «стучать» — подло. В армии — жалоба офицеру на старослужащего, избившего новобранца, автоматически делает этого новобранца «изгоем» среди своего призыва и, прежде всего, в своих глазах. Однако некоторые считают, что лучше быть «изгоем», чем подвергаться физическому и психологическому насилию, для них моральное презрение сослуживцев в этом случае значения не имеет. Каждый сам выбирает, как ему поступать в зависимости от конкретных обстоятельств.
- Необходимость выполнения работ, не относящихся к непосредственным целям и задачам сообщества, но отнимающих время и не являющихся популярными (в армии — хозработы). Существует и противоположная точка зрения: что дедовщина развивается в условиях лишнего свободного времени у военнослужащих и что новобранцу лучше заниматься хозработами, чем сидеть в казарме и быть объектом иерархических экспериментов «дедов».
- Незаинтересованность руководства в поддержании порядка. В армии офицеры часто поддаются искушению отстраняться от текущей работы, перекладывая её на «дедов».
- Оценка деятельности руководства по отсутствию официально зарегистрированных происшествий (в армии даже явные преступления на почве дедовщины предпочитают скрывать, поскольку за выявленные случаи командиров подразделений ждут строгие меры — риск не быть представленным к очередному званию или быть пониженным в должности либо вообще уволенным из рядов Вооружённых Сил). Тем не менее, поскольку следствием дедовщины нередко бывают убийства (как «дедов» в отношении новобранцев, так и наоборот) и самоубийства, то факты дедовщины «всплывают», и проводится разбирательство с участием военной прокуратуры. Действия военной прокуратуры далеко не всегда эффективны.

## Некоторые ритуалы, связанные с традициями дедовщины
- «Молитва» или колыбельная для «деда» — исполняется «духом», «салабоном», который, стоя на тумбочке или пирамиде из табуретов («баночек»), в ночной час, после «отбоя», когда офицеры покидают расположение роты, читает определённый рифмованный текст о приближающемся увольнении. В зависимости от части его содержание разнится, поэтому у «колыбельной» существует большое количество вариантов. Газета «Московские новости» приводит такой:

Масло скушал — день прошёл, старшина домой ушёл.
Дембель стал на день короче, всем «дедам» спокойной ночи.
Спи, глазок, спи, другой, спи, «дедуля» дорогой.
Пусть им снится дом родной, баба с пышною пиздой,
Море водки, пива таз, отца Язова приказ (варианты: …и Устинова приказ, …Димки Язова приказ),
Что домой отпустит нас.

- «Дембельский поезд» — театрализованное представление, в котором после отбоя участвуют молодые бойцы в качестве массовки и «деды», играющие пассажиров поезда. В процессе постановки активно раскачивается кровать, имитируются звуки вокзала и движения поезда. Также может присутствовать «проводник» в белом халате, приносящий чай и еду «пассажирам»; «начальник поезда», наказывающий нерасторопного «проводника», и другие действующие лица. Молодых бойцов также могут заставить бегать в одном направлении мимо раскачиваемых кроватей с зелёными веточками в руках (для имитации мелькающих деревьев в окне вагона)[61][62].
- «Экзамен на право управления транспортным средством» — ритуал, распространённый в автомобильных частях и подразделениях, в ходе которого молодой солдат обязан в установленное «дедами» время бегом подняться на определённый этаж, держа в руках покрышку от легкового автомобиля, которая символизирует рулевое колесо. Используется в виде наказания за нарушения, связанные с управлением автомобиля, либо содержание закреплённого автомобиля в грязном, технически неисправном состоянии.
- «Ночное вождение» — в зависимости от рода войск (вождение БТРа, танка, тягача и т. д.) ритуал, в ходе которого молодой солдат с закрытыми глазами на четвереньках ползал под кроватями в спальной части казармы. При команде «Поворот направо» или «Поворот налево» молодой солдат открывал соответствующий глаз и совершал поворот. При команде «Задний ход» — открывал оба глаза и пятился назад.
- «Пробивание лося» или «Пробивание оленя»[63] — при этом старослужащий заставляет солдата нового призыва скрестить руки на некотором расстоянии ото лба, после чего в перекрестие следует удар кулаком с силой, зависящей от степени плохого настроения старослужащего (или от величины вины молодого солдата)[63][64].
- «Крокодил» («Сушка крокодила») — ритуал, распространённый в ВДВ, в разведывательных частях сухопутных войск, а также в ВМФ[63], в ходе которого всё молодое пополнение роты после отбоя обязано было провести от 5 до 20 минут, упёршись ногами и руками в спинки кровати — поддерживая таким образом своё туловище в горизонтальном положении на весу[63]. Данный ритуал старослужащими назначался в виде коллективного наказания всего молодого пополнения по вине кого-либо одного из них, не выполнившего распоряжение старослужащего в срок и надлежащим образом. Выполнение указанного ритуала всегда считалось физически очень тяжёлым и назначалось старослужащими за особо серьёзные, на их взгляд, проступки. В некоторых же воинских частях старослужащие вообще не считали данный ритуал как наказание, а подразумевали под ним дополнительное полезное упражнение по физической подготовке для молодого пополнения, укрепляющее общую мускулатуру. В таких случаях «крокодил» являлся практически обыденным неписаным элементом распорядка каждого дня.
- «Калабаха» или «Калабашка» — ритуал физического наказания, в ходе которого молодой солдат, несвоевременно или не полностью выполнивший распоряжение старослужащего, обязан был принять от старослужащего физический удар определённым символическим образом. При команде старослужащего «Заводи Калабашку» — молодой солдат принимал следующее положение тела — ноги широко расставляются, туловище сгибается параллельно земле, руки распрямляются в стороны, голова при этом крутится из стороны в сторону с высунутым языком. Старослужащий ребром ладони бьёт по шее. Ритуал подразумевал собой имитацию смертной казни с отрубанием головы. После совершения удара молодой солдат под устный счёт старослужащего «Раз-Два-Три» — обязан был принять строевую стойку «Смирно» и сделать «доклад». Форма «доклада» различалась в зависимости от места службы, рода войск и срока службы старослужащего. К примеру, в ОКСВА — форма «доклада» молодого солдата была следующей — «Спасибо доброму „дедушке“ за обучение чмошного „чижа“, служащего в ДРА» или «Спасибо борзому „черпаку“ за обучение чмошного „молодого“, служащего в ДРА». В случае несвоевременного «доклада» на счёт «Три» — наказание повторялось. Данный ритуал был особенно распространён в ВДВ и в ОКСВА.
- «Дембельские вопросы» — ритуал, в ходе которого молодому солдату дедушка неожиданно задавал курьёзные вопросы, не имеющие на первый взгляд ничего общего с логикой. К примеру — «Какой размер ноги у дедушки?», «Какой номер дембельского поезда?», «Сколько масла?», «Сколько будет дважды два?». Ритуал сводился к тому, что молодой солдат каждый день обязан был помнить количество дней, оставшихся до приказа об увольнении.
- «Задержание преступника на верхнем этаже здания» — в милицейских частях ВВ вид наказания за нарушение молодым военнослужащим порядка несения патрульно-постовой службы. Молодой боец обязан по лестнице подняться на верхний этаж многоэтажного дома раньше деда, который в это время поднимается на лифте.
- «Пожар» в помещении. Ритуал возник в частях, где предусмотрено подразделение пожарных ГО/МЧС. Впоследствии распространился на другие части. Нередко выполняется не по приказу старшин рот, а в отсутствие оных сержантами. По команде личный состав за определённый промежуток времени должен вынести из казармы на улицу всё имущество роты — кровати, тумбочки и т. д. Казарма должна остаться полностью пустой. Если рота в норматив не вкладывается, имущество заносится обратно, и всё начинается заново. Причиной пожара может служить неубранное помещение, наличие тайников в казарме, но чаще всего причина «пожара» — курение личного состава в неположенном месте.
- Сигарета под подушкой. Когда начинается «стодневка», дембель каждое утро должен находить у себя под подушкой сигарету, на которой написано «столько-то дней до приказа». Сигарету клал ночью либо «закреплённый» за дембелем дух, либо кто-нибудь из духов отделения. Особым мастерством считалось положить сигарету, не разбудив при этом дембеля, однако даже если разбудить, проступком это не считалось. За эту любезность дембель отдаёт духу в столовой свою порцию масла. Отсутствие сигареты считалось серьёзным проступком, и виновный мог быть жестоко наказан.
- «Накормить голодана». Только старослужащий имеет право принимать пищу вне солдатской столовой и вне положенного времени для принятия пищи. Процесс принятия еды в таких случаях назывался словом «парашничать», «почмориться», «заточить», «похоботиться» и т. д. Молодого бойца, замеченного старослужащими в «парашничании», ждут наказания нескольких видов (от степени вины): а) он должен за определённое время съесть буханку чёрного хлеба (может быть выдана кружка воды «для запивки»), б) то же самое, но провинившийся ест хлеб, выполняя отжимания от пола: по счёту «раз» — провинившийся, сгибая руки, откусывает хлеб, лежащий на полу, по счёту «два» — выпрямляет руки и жуёт, и т. д., в) провинившийся должен есть из бачка находящиеся там отходы, г) краюха чёрного хлеба намазывается гуталином и «скармливается» провинившемуся.
- Команда «Один!». Аналог уставного приказа «рядовой, ко мне». Только в случае с традициями дедовщины дембель громко даёт команду «один!», и любой из «духов», который услышал или мог услышать эту команду, должен немедленно предстать по стойке смирно перед дембелем и представиться. (Опять же, представление может быть в зависимости от традиций либо уставным: «рядовой такой-то по вашему приказанию прибыл», либо неуставным, например, «фанера 1975 года производства к осмотру готова!») Смысл ритуала заключается в скорости, если дух не появился достаточно быстро (не больше 1—3 сек) или не приложил все необходимые усилия, дембель отвечает командой «отставить, не резко», дух возвращается на исходную, и это повторяется заново. Серьёзным проступком считается, если в казарме несколько «духов», и никто из них не решился прибежать, или прибежало слишком мало.
- «100 Дней» — Торжественный для «дедов» ритуальный день. Он состоял в праздновании ста дней до выхода Приказа Министра Обороны СССР об очередном призыве-увольнении граждан. Этот день легко вычислялся по календарю, благодаря многолетнему постоянству издания подобных приказов. «Дедушка», уважающий правила «дедовщины», был обязан в этот день побрить голову налысо. Также с началом стодневки «деды» отказывались от масла до издания приказа, а в первый день начала стодневки масло бросалось в потолок.
- «Читка Приказа» («Торжественная Зачитка Приказа») — Ритуал зачитывания приказа министра обороны об увольнении в запас. Для читки приказа привлекается обычно самый молодой солдат. Производилась в казарме после отбоя. Молодой боец, сев на корточки («поза орла») на несколько табуреток, поставленных друг на друга таким образом, чтобы голова оказывалась под потолком, громко и отчётливо читал текст приказа из газеты «Красная Звезда» (см. иллюстрацию выше). После окончания читки один из старослужащих выдёргивал самый нижний табурет с криками «Вот и кончилась наша стодневка!» (существовали и другие варианты выкриков). После этого «дедушка» был обязан принять спиртное, которое по такому поводу ему приносили молодые бойцы.
- «День золотого духа». После истечения половины так называемой стодневки, когда до «Приказа» остаётся ровно половина, старослужащие «менялись» с военнослужащими младшего призыва. То есть «деды» в этот день обязаны выполнять всё то, что будут им поручать «духи». Теоретически эти поручения могут быть какими угодно, но на практике «дух», помня, что на следующий день всё вернётся в старое русло и опасаясь возможных последствий, такими привилегиями, как правило, не пользуется. Также в некоторых родах войск считалось неправильным мстить «духам» за «День золотого духа». Если была замечена месть, событие повторялось.
- «Китайский стульчик» — спиной к вертикальной стене и ноги в коленях под прямым углом. В профиль выглядит как стул. Длительное пребывание в положении вызывает сильную боль в коленных суставах.

## Положительные факты борьбы с дедовщиной
Несмотря на то что дедовщина имеет много объективных предпосылок, известны случаи (Приволжско-Уральский военный округ), когда младший призыв создавал организацию, своего рода «профсоюз» и при поддержке командования подразделения избавлялся в целом от проявлений дедовщины. В воинских частях Алтайского края применялась инструкция по борьбе с дедовщиной, разработанная инициативной группой офицеров.

## В массовой культуре

### В литературе
- Дедовщину описывают произведения Владимира Рыбакова роман «Тяжесть» (1977), сборник очерков «Тиски» (1985), сборник «Афганцы» (1988).
- Повесть Юрия Полякова «Сто дней до приказа» (1987) получила большой общественный резонанс в СССР в период гласности. Произведение посвящено распорядкам армии, до того времени находившимся под негласным табу. В дальнейшем повесть была экранизирована под тем же названием (экранизация отличается от текста большей жёсткостью и натуралистичностью).
- Повесть Сергея Каледина «Стройбат» (1989).
- Повесть Николая Наседкина «Казарма» (1988). Впервые опубликована с сокращениями в сборнике «Молодая проза Черноземья» (Воронеж, 1989), полностью в книге Николая Наседкина «Криминал-шоу» (М.: Голос, 1997).
- Повесть Олега Дивова «Оружие Возмездия» (2007). Автобиографическое произведение, посвящённое изложению опыта службы в Советской Армии предперестроечного периода.
- Повесть Александра Терехова «Мемуары срочной службы» (1991).
- Повесть Олега Павлова «Степная книга» (1998). Это, пожалуй, первое истинно художественное произведение на «армейскую» тему, посвящённое людям, пытающимся не только выжить, но и жить в условиях полной изоляции от «нормального» мира.
- Повесть Михаила Елизарова «Госпиталь» (2005). Рассказывается о дедовщине в армейском госпитале времён конца Перестройки (автор датирует летом 1991 года).
- Роман Дмитрия Силлова «Закон проклятого» (2012). Начальная часть романа показывает дедовщину в 1990—1992 годах и нелёгкую жизнь духа-изгоя — главного героя книги.
- Повесть Валерия Терехина «Детская игра» (1988—1992), опубликована впервые в книге «Белый оттенок бледного» (М.: «Теис», 2004). Изображает аппаратный конфликт между различными подразделениями армейской бюрократии в воинской части. Кадровым офицерам выгодно провоцировать младших командиров из состава срочной службы на избиение недисциплинированных солдат преимущественно из национальных окраин Советского Союза, а потом подставлять их самих, как якобы не соблюдающих устав. Описана реальность последнего года «холодной войны» (1984, ПрикВо). С дедовщиной тогда боролись в русле приказа № 0100 МО СССР.
- Книга Сергея Бояркина «Солдаты афганской войны». Документальное свидетельство участника ввода войск в Афганистан, воспоминания о жестоких нравах, царивших в солдатской среде воздушно-десантных войск.

### В кинематографе
- Караул (1989)
- Фанат (1989)
- Делай — раз! (1990)
- Здравия желаю! или Бешеный дембель (1990)
- Сто дней до приказа (1990)
- Кислородный голод (1991)
- Афганский излом (1991)
- Несколько хороших парней (1992) Фильм о неуставных отношениях в МП США.
- Блокпост (1998)
- Зелёный слоник (1999)
- ДМБ (2000)
- Дальнобойщики-2 (серия «Дезертир») (2004)
- Сериал «Солдаты» (2004—2013)
- 9 рота (2005)
- Солдатский декамерон (2005)
- Грозовые ворота (телесериал) (2006)

## Зарубежные аналоги
- Хейзинг
- Фэггинг[англ.]
- Рэггинг[англ.]
- EK-Bewegung[нем.]
- Фала[пол.]